# エリザベス・メイソン (初代グランディソン女伯爵)
初代グランディソン女伯爵エリザベス・メイソン（英語: Elizabeth Mason, 1st Countess Grandison、1782年5月29日没）は、アイルランド貴族。

## 生涯
初代グランディソン伯爵ジョン・フィッツジェラルド・ヴィリアーズとフランシス・ケアリー（Frances Cary、1768年1月17日没、エドワード・ケアリーの娘）の娘として生まれた。
1746年4月10日、アイルランド貴族であるウォーターフォード県におけるドロマナのグランディソン女子爵に叙された。
1766年5月に父からドロマナの領地を継承した後、1767年2月19日にアイルランド貴族であるヴィリアーズ女子爵とグランディソン女伯爵に叙された。
1782年5月29日にスパで死去、息子ジョージが爵位を継承した。

## 家族
1739年6月12日、アランド・ジョン・メイソン（Aland John Mason、1759年3月26日没、アイルランド庶民院議員）と結婚、1男をもうけた。
- ジョージ（1751年 – 1800年） - 第2代グランディソン伯爵

1763年2月15日、チャールズ・モンタギューと再婚した。